# Loosduins Museum

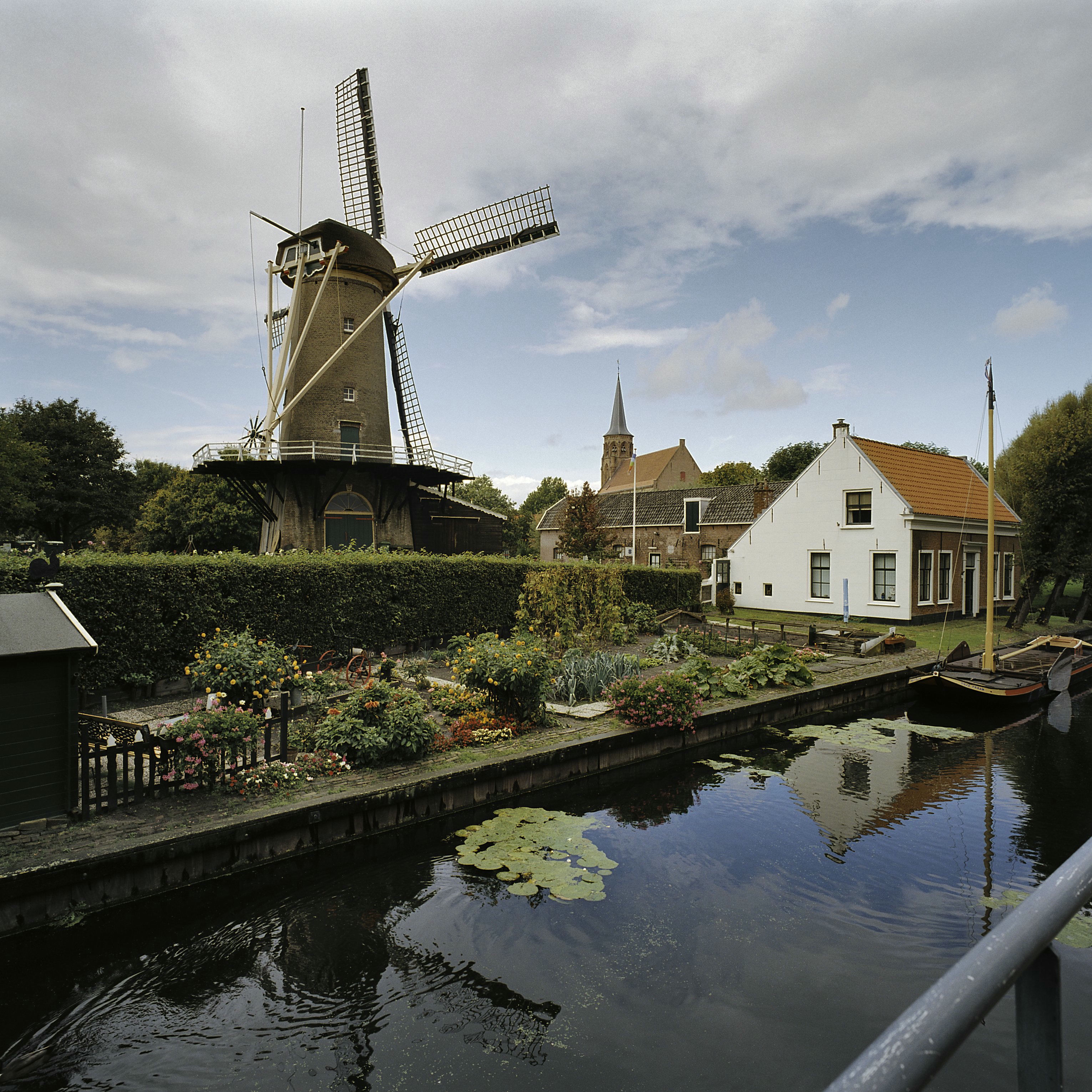
Het museum is gevestigd in “De Korenschuur”, een bijgebouw van een 18e-eeuwse molen

Het Loosduins Museum in Den Haag is een museum dat zich richt op het cultureel erfgoed van het stadsdeel Loosduinen, dat haar oorsprong heeft in de twaalfde eeuw, toen Floris III van Holland er een hofstede oprichtte. Van 1811 tot 1923 was Loosduinen een zelfstandige gemeente.

## Geschiedenis
Het museum, dat werd gesticht door de Stichting Oud Loosduinen, werd in 1983 geopend door burgemeester Frans Schols van Den Haag. Het Loosduins Museum is gehuisvest in “De Koreschuur”, een negentiende-eeuws gebouw dat hoort bij de molen De Korenaer/Prins Maurits uit 1721, waarvan de geschiedenis teruggaat tot de veertiende eeuw. Het museum wordt ook wel Loosduins Museum “De Korenschuur” genoemd.

## Activiteiten
Het museum, dat geheel door vrijwilligers draaiend wordt gehouden, besteedt aandacht aan de geschiedenis van Loosduinen door middel van tentoonstellingen, rondleidingen en rondvaarten en onderzoek.. De vaste tentoonstelling gaat onder meer over de periode van de Romeinen en de Cananefaten, die aan het begin van de jaartelling in deze omgeving woonden. Ook de band van Loosduinen met de graven van Holland wordt belicht. In het bijzonder is er aandacht voor de abdij die graaf Floris IV van Holland met zijn vrouw Machteld van Brabant in 1228 stichtte. En de legende van het “Het wonder van Loosduinen” in 1276, toen Margaretha van Holland, de echtgenote van graaf Herman I van Henneberg-Coburg, als gevolg van een vloek op Goede Vrijdag 365 kinderen zou hebben gebaard. Daardoor was Loosduinen eeuwenlang een bedevaartsoord voor mensen die een onvervulde kinderwens hadden. Verder wordt in het museum aandacht besteed aan de dorpsbewoners, boeren en tuinders van Loosduinen, dat in 1811 een gemeente werd en in 1923 samengevoegd werd met de gemeente Den Haag. Zo geeft het museum toegang tot vele archieven, waaronder Retroacta van de Burgerlijke Stand, bidprentjes, genealogieën en de Loosduinse Krant. Op scholen verzorgt het museum gastlessen, waartoe het ook lesbrieven publiceert.
Het museum bezit, sinds eind jaren negentig, een schip uit circa 1920; het is een ruim 11 meter lange praam van het type zeilende westlander.